# Hołosków (stacja kolejowa)
Hołosków (ukr. Голосків, ros. Голосков) – stacja kolejowa w pobliżu miejscowości Hołosków, w rejonie kołomyjskim, w obwodzie iwanofrankiwskim, na Ukrainie. Położona jest na linii Lwów – Czerniowce.
Stacja istniała przed II wojną światową.